# Pegaso z-102
La Pegaso Z-102 est une voiture du constructeur espagnol ENASA, exposée au Salon de Paris 1951.

## Description
La voiture comprend de nombreuses innovations techniques pour l'époque, dont un moteur V8 en alliage léger à quatre arbres à cames en tête et quatre carburateurs Weber double corps. L'essieu arrière est de type De Dion et la boîte de vitesses à cinq rapports est associée au pont arrière. La Z-102 est vendue avec trois moteurs de cylindrées différentes: 2.5, 2,8 et 3,2 litres. Les puissances s'échelonnent de 175 à 250 ch. La carrosserie est due à la société milanaise Touring. En 1954, la Pegaso Z-102 est la première auto au monde à avoir des ceintures de sécurité en série.

## Galerie d'images

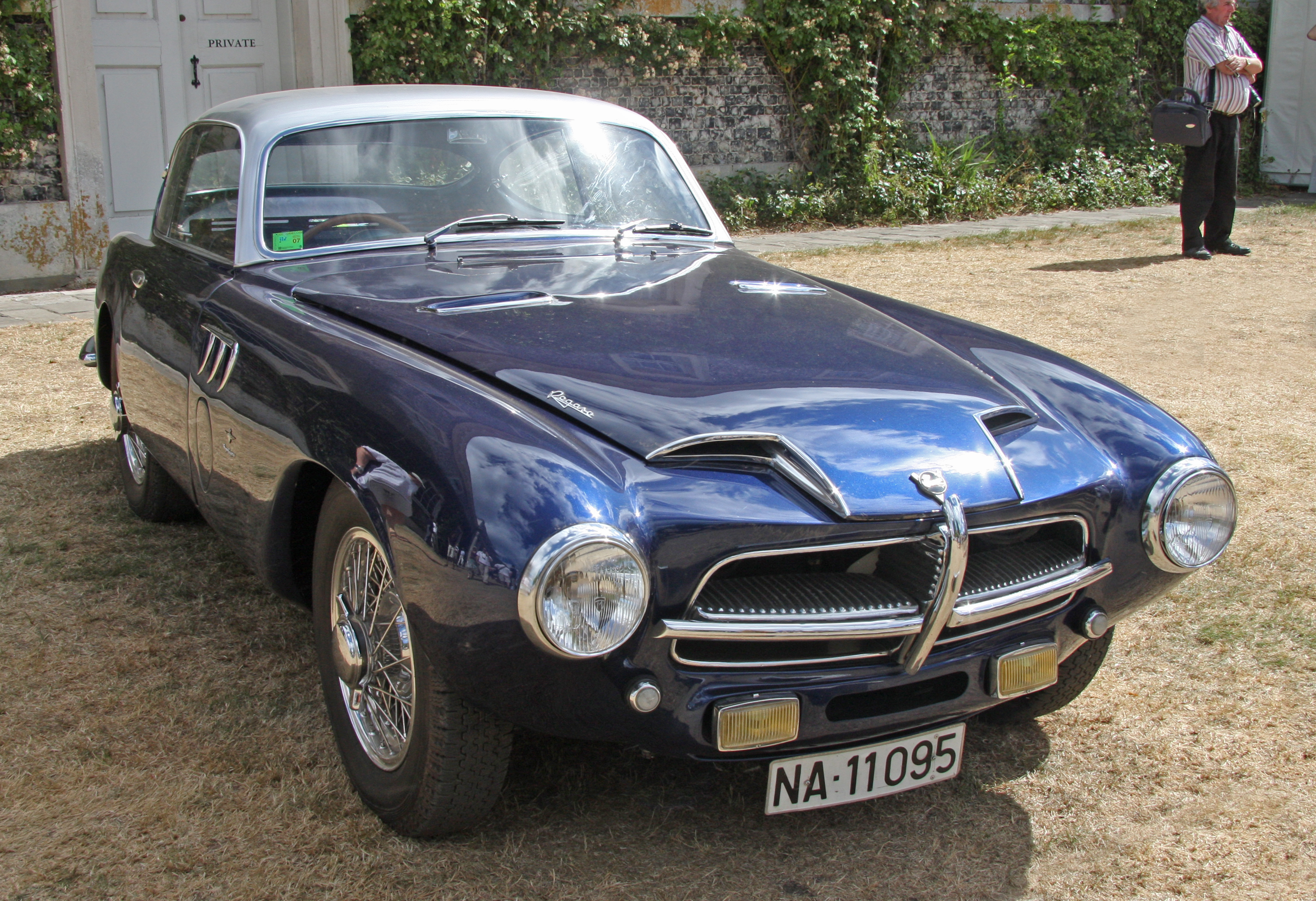
Pegaso Z-102
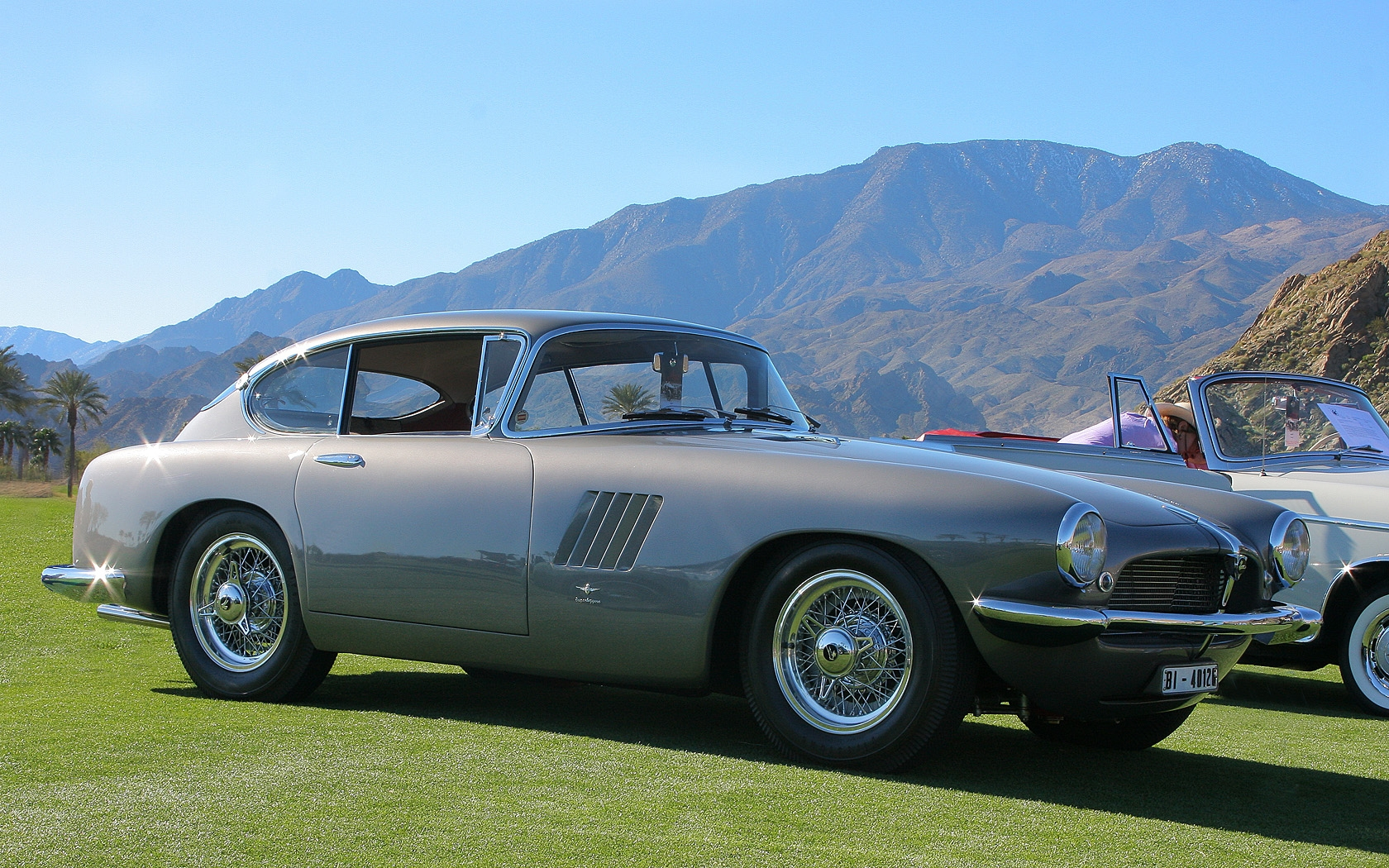
Pegaso Z-102 Touring Coupé
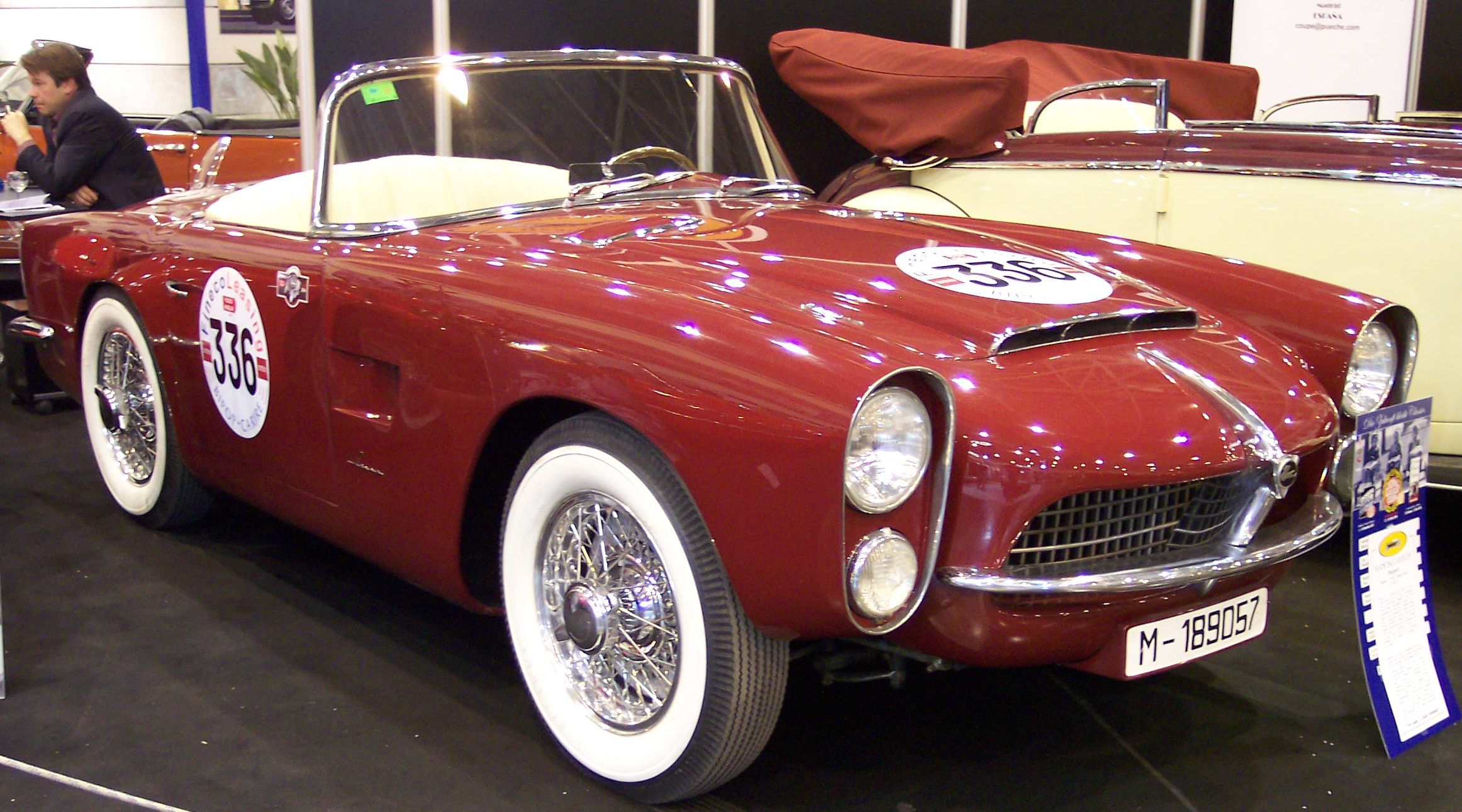
Pegaso Z-102 Cabriolet de 1955